# تپه چچک‌آباد
تپه چچک آباد مربوط به دوران‌های تاریخی پس از اسلام است و در شهرستان ساوه، روستای چچک آباد واقع شده و این اثر در تاریخ ۲۵ اسفند ۱۳۸۰ با شمارهٔ ثبت ۵۶۱۸ به‌عنوان یکی از آثار ملی ایران به ثبت رسیده است.